# 山羊奶酪
山羊奶酪，是由山羊奶制成的奶酪，具有不同的大小與形狀，成熟期亦各有不同。山羊奶酪的芝士肉大多是白色，有一種柔軟的質地，容易塗抹開來。